# Golfe d'Oran
Le golfe d'Oran est un golfe du sud de la mer Méditerranée, situé au nord de la ville d'Oran en Algérie dont il tire son nom. Il est délimité à l'ouest par le cap Falcon et à l'est par le cap de l'Aiguille. Il abrite les ports d'Oran et de Mers el Kebir. D'ouest en est se succèdent les trois baies des Aiguades, Corailleurs et de Kristel.

## Situation

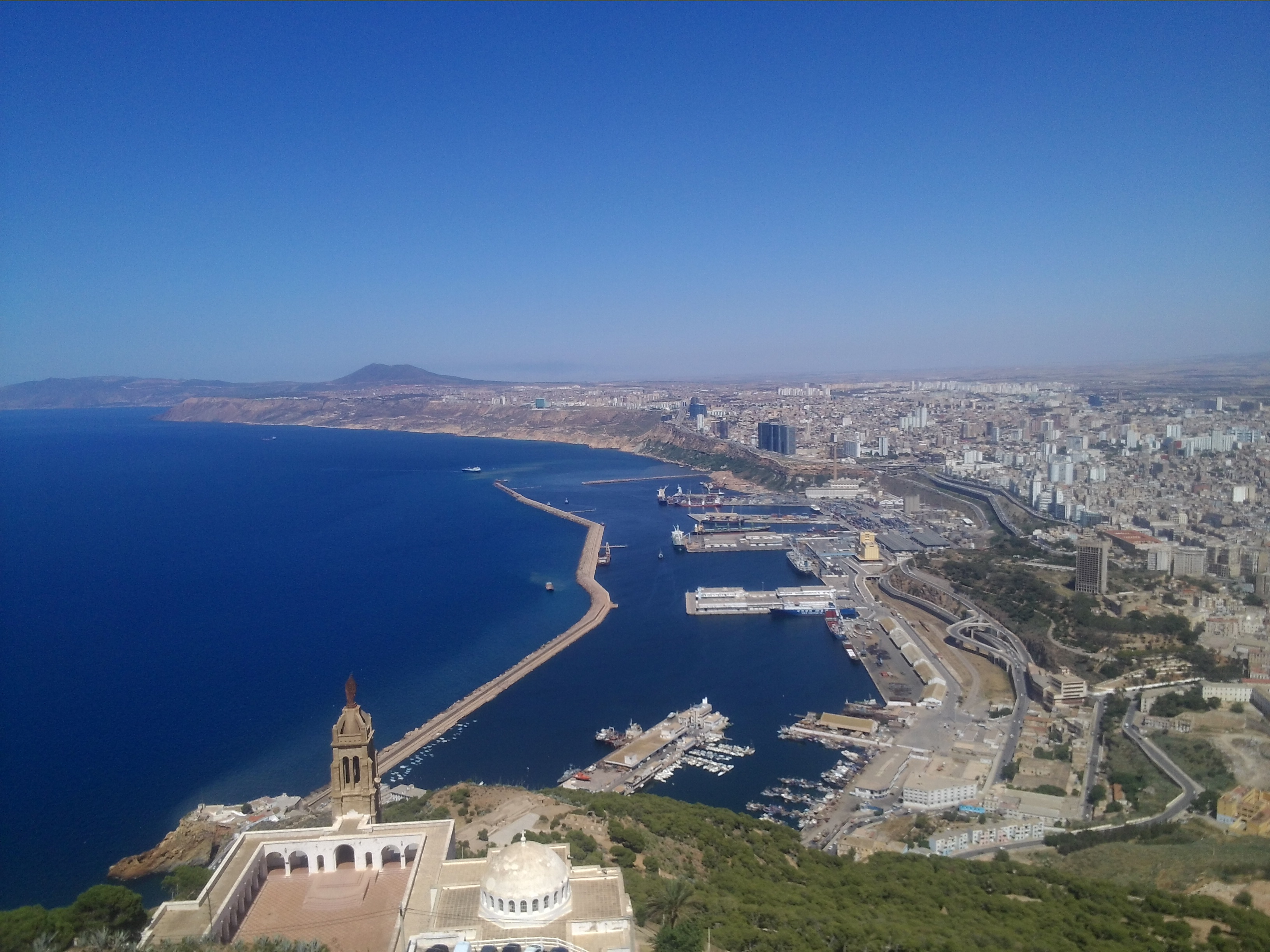
Vue le golf d'Oran depuis le mont Aidour

Les communes ouvrant sur le golfe sont, d'ouest en est :
- Aïn El Turk, dont la côte qui a part le cap Falcon au nord, est constituée d'une longue plage de plus de 7 km puis une côte plus escarpée à l'est, parcourue par la route nationale 2
- Mers el Kebir, avec la corniche oranaise au nord-ouest, longue de 600 m et le port occupant tout le reste du trait de côte
- Oran avec son port à l'ouest
- Bir El Djir,
- Gdyel
- Sidi Benyebka uniquement avec le cap de l'Aiguille.